# 員林客運田中站
員林客運田中站是員林客運設於彰化縣田中鎮的車站，位於興工路與中新路口。旅客可透過此站前往鄰近鄉鎮及台中市、南投縣等地。
田中站北可連接台中、彰化、員林，往東可達竹山、水里，向西通往二林等場站，鄰近台鐵田中車站，是一具重要轉運功能的車站。

## 行駛路線
- 【6700】大葉大學－員林－田中－二水(另有快捷線，採跳站行駛)
- 【6701】員林－田中－竹山
- 【6702】員林－田中－水里－車埕
- 【6709】田中－二林
- 【6735】臺中－田中－二水[2]

## 時刻班次
- 往二水－濁水－竹山－水里方向平日20班次，假日21班次
- 往社頭－員林－彰化－台中方向每日21班次
- 往北斗－合興－二林方向每日18班次，週五加開1班次[3]

## 車站週邊
- 田中國小
- 田中高中
- 田中老街
- 田中市區
- 田中火車站
- 彰化客運田中站(約850公尺)
- 田中鎮立圖書館

## 圖片

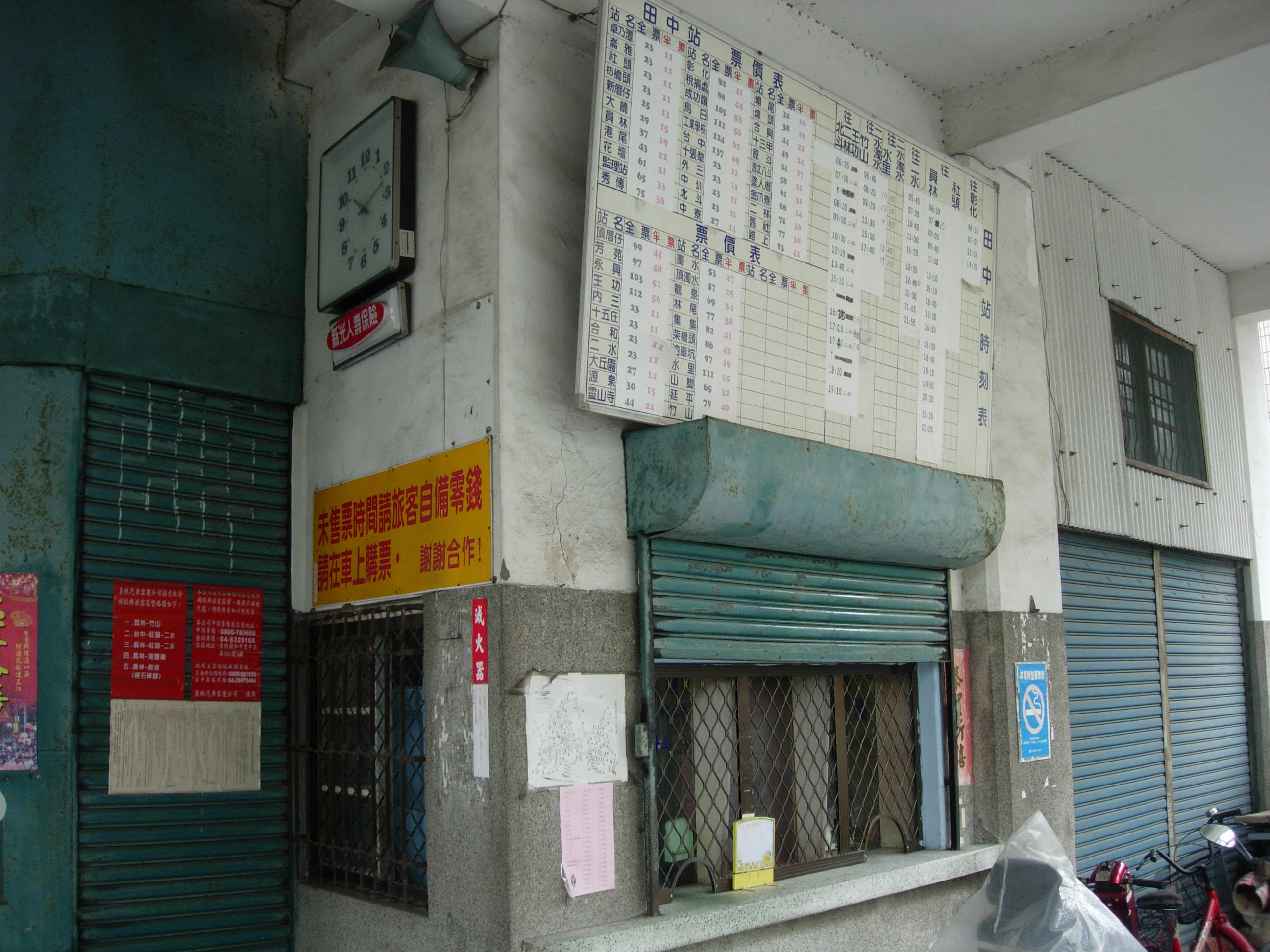
田中站時刻票價表
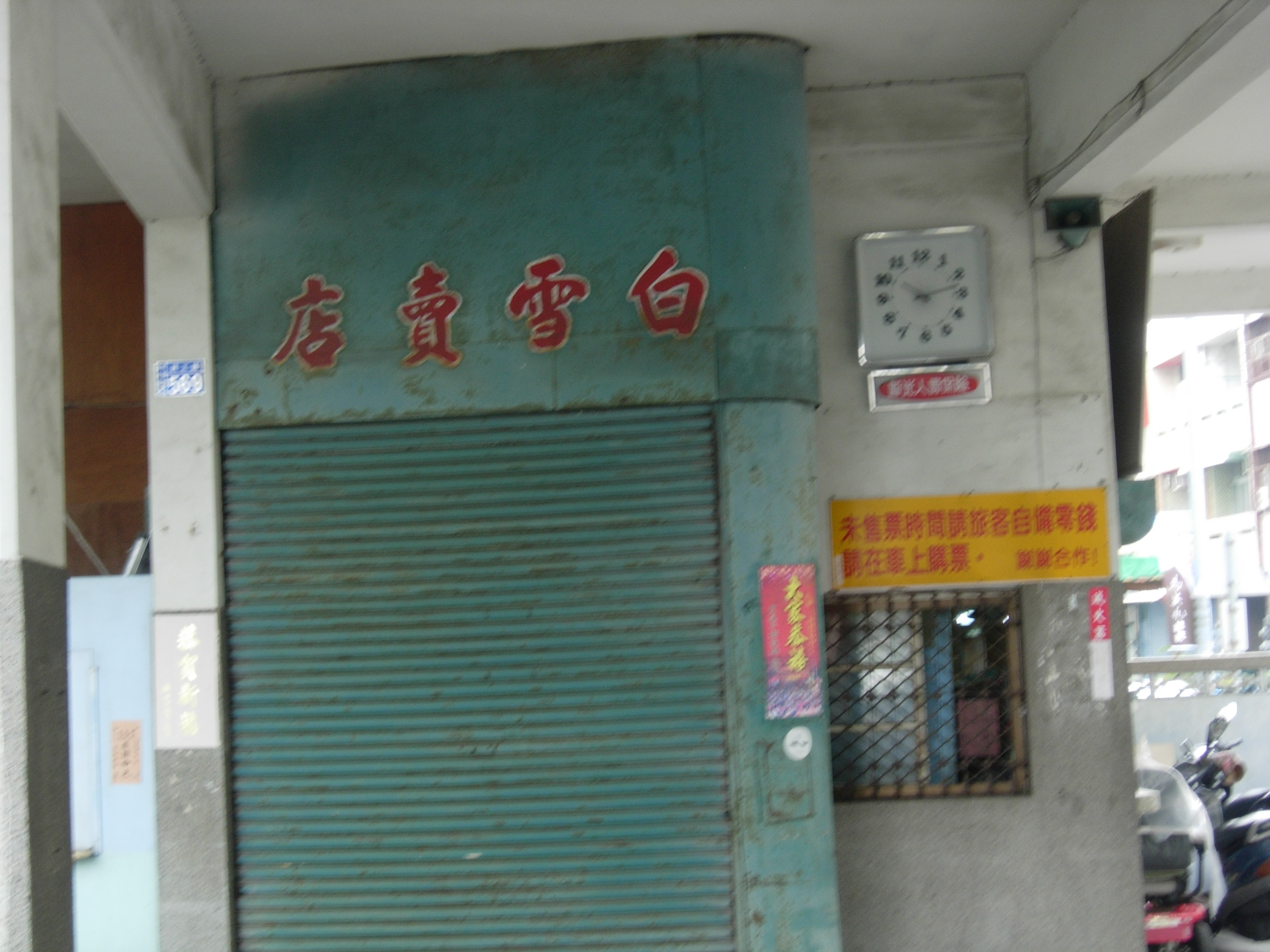
田中站內商店
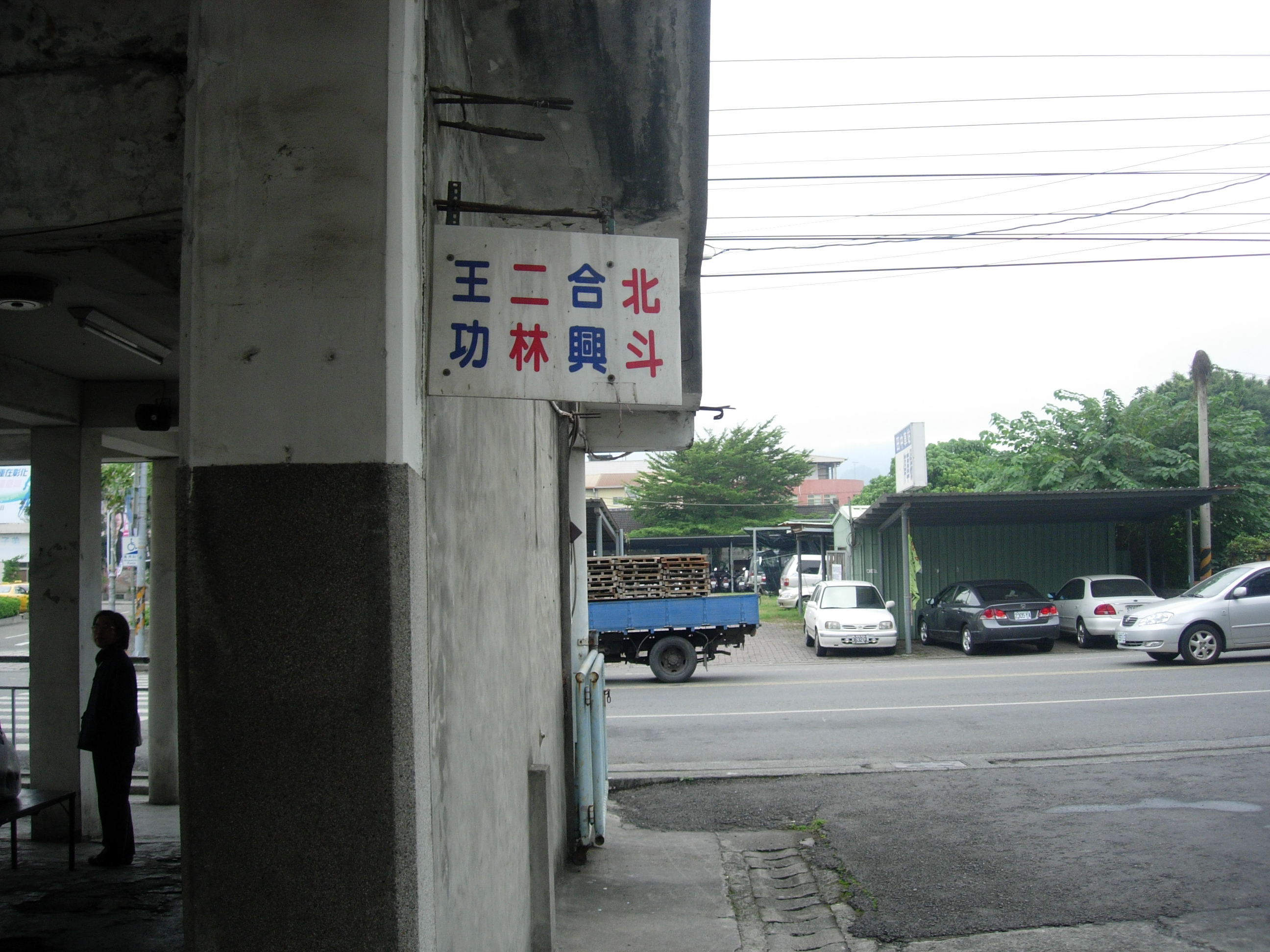
田中站往二林、北斗月台
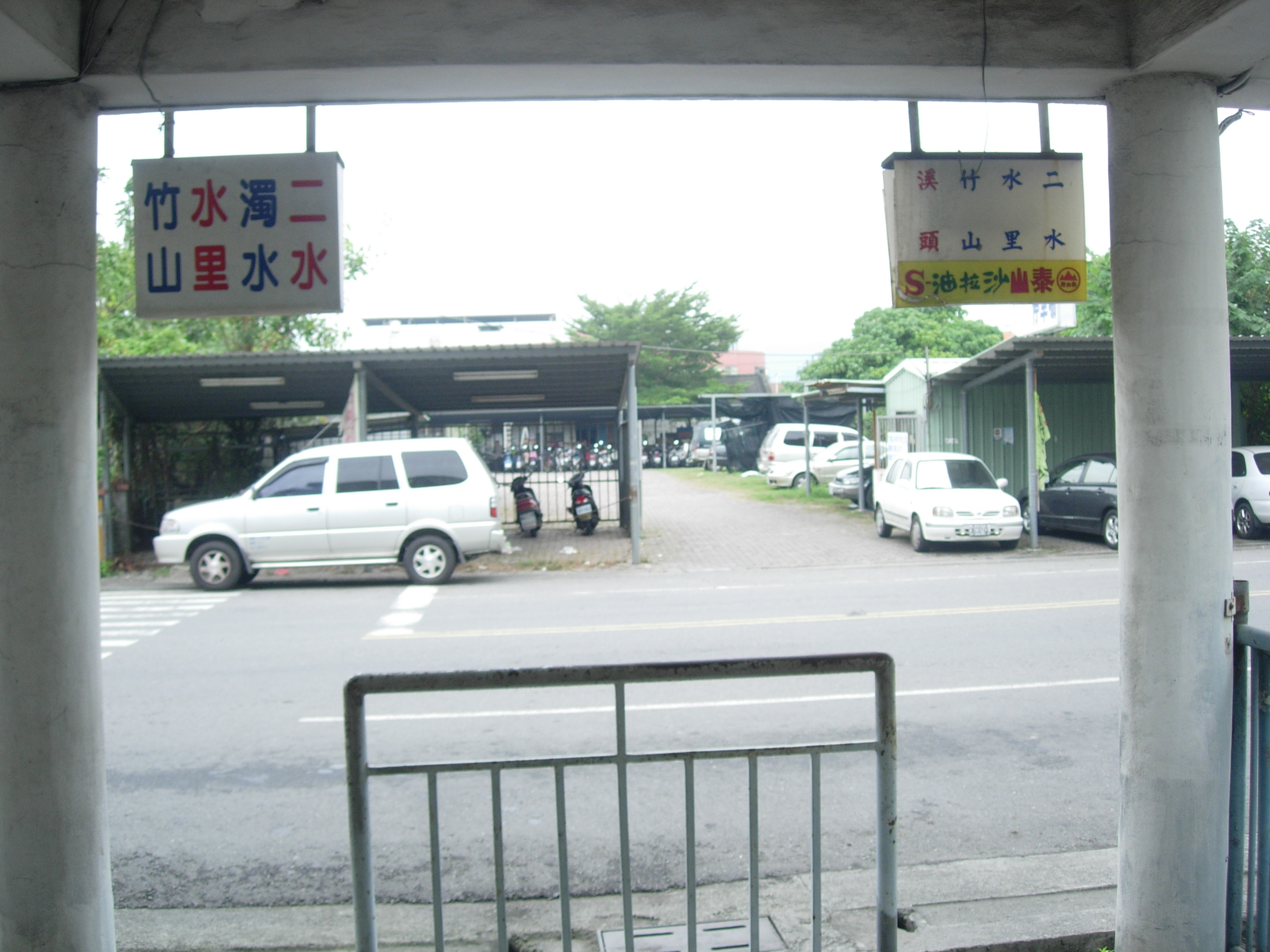
田中站往竹山、水里月台
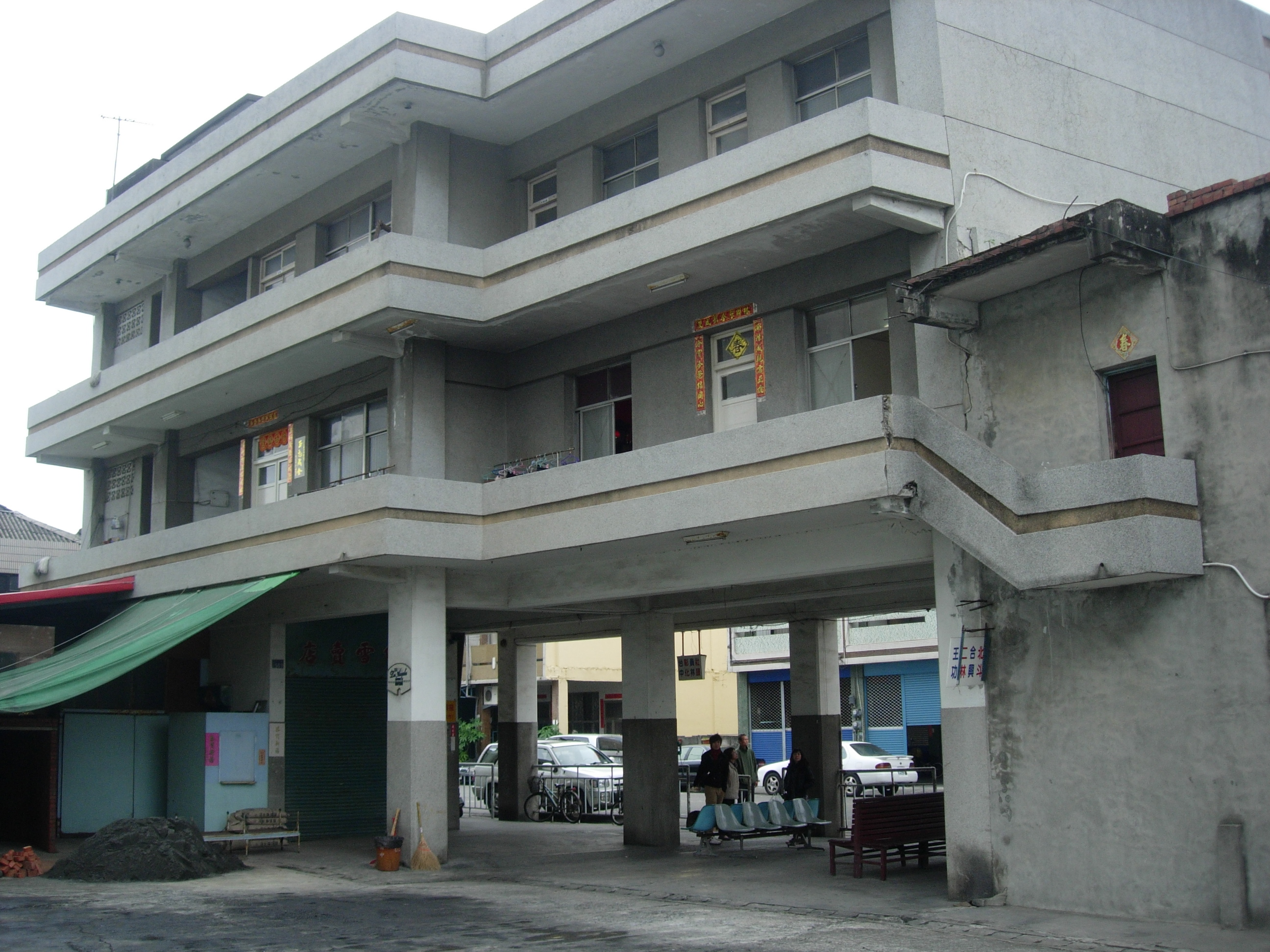
田中站內側

## 停駛路線
- 員林－斗六
- 員林－溪頭

## 資料來源
1. ↑  . BIZPO.   [2011-12-12]. （原始内容存档于2019-06-12） （中文（繁體））.
2. ↑  .   [2011-12-12]. （原始内容存档于2006-08-25）.
3. ↑  .   [2011-12-12]. （原始内容存档于2011-09-27）.

## 外部連結
- 員林客運公司（页面存档备份，存于）